# Deutscher Schauspielerpreis 2016
Die fünfte Verleihung des Deutschen Schauspielerpreises fand am 20. Mai 2016 im Berliner Zoo Palast statt. Die Jury bestand aus Prodromos Antoniadis, Maren Kroymann, Pierre Sanoussi-Bliss, Walter Sittler, Rosalie Thomass und Anne Weinknecht.

## Preisträger und Nominierte

### Schauspielerin einer Hauptrolle
Claudia Eisinger für Mängelexemplar
Nicolette Krebitz für Frauen
Jördis Triebel für Ein Atem

### Schauspieler in einer Hauptrolle
Peter Kurth für Herbert
Frederick Lau für Victoria
Burghart  Klaußner für Der Staat gegen Fritz Bauer

### Schauspielerin in einer Nebenrolle
Gabriela Maria Schmeide für Tatort: Die Wiederkehr
Katja Riemann für Mängelexemplar
Laura Tonke für Mängelexemplar

### Schauspieler in einer Nebenrolle
Ronald Zehrfeld für Der Staat gegen Fritz Bauer
Edin Hasanović für Zum Sterben zu früh
Ulrich Noethen für Ich will dich

### Nachwuchs
Louis Hofmann für Freistatt
Gro Swantje Kohlhof für Tatort: Die Wiederkehr
Jannis  Niewöhner für 4 Könige

### Schauspielerin in einer komödiantischen Rolle
Caroline Peters für Süßer September
Karoline Herfurth für Traumfrauen
Laura Tonke für Worst Case Scenario

### Schauspieler in einer komödiantischen Rolle
Samuel Finzi für Worst Case Scenario
Uwe  Ochsenknecht für Die Udo Honig Story
Bernhard Schütz für Eichwald, MdB

### Starker Auftritt
Tedros Teclebrhan in  Der Verlust
Timo Jacobs in Tatort: Borowski und der Himmel über Kiel
Franz Rogowski in Besuch für Emma

### Ensemble
Club der roten Bänder

### Ehrenpreis „Lebenswerk“
für Armin Mueller-Stahl

### Ehrenpreis „Inspiration“
verliehen vom BFFS-Vorstand
für Isabel Coixet

### Sonderpreis „Starker Einsatz“
in Zusammenarbeit mit der ver.di Filmunion
für Martin „Martini“ Küster (Innenrequisiteur)